# Marcel Maas (pianist)
Marcel Maas (Clermont-Ferrand, 7 mei 1897 - Sint-Genesius-Rode, 11 juni 1950) was een Nederlands-Belgisch pianist. Maas bracht een zeer breed repertoire van Bach en Scarlatti tot de moderne componisten. Hij werd bekend als uitvoerder van solowerk van Franck, Debussy en Ravel.
Maas werd geboren in het Franse Clermont-Ferrand als zoon van de Nederlandse operazanger (bas) Jean Maas, die toen aldaar aan de plaatselijke opera was verbonden en pianiste Gabrielle Désirée van Dantzig. Het gezin verhuisde evenwel vrij snel na zijn geboorte naar België, en Marcel Maas verwierf de Belgische nationaliteit. Zo werd Marcels jongere broer Robert Maas, cellist, geboren in Linkebeek. Marcel was getrouwd met Jeanne Victorine Alice Mertens. Het echtpaar woonde enige tijd in het "Hof te Kreftenbroek" aan de Bevrijdingslaan 77 te Sint-Genesius-Rode, waarin ze een concertzaal lieten bouwen.
Hij studeerde aan het Koninklijk Conservatorium van Brussel als leerling van Arthur De Greef en al snel begon hij een internationale carrière. In 1933 werd hij eveneens professor aan het Koninklijk Conservatorium van Brussel. Tot zijn talrijke leerlingen behoorden onder meer Jacqueline Fontyn, Marcel Quinet, Claude Coppens en Guy-Philippe Luypaerts.
Tijdens de jaren 1930 speelde hij regelmatig met Quator Pro Arte, een sonategezelschap met als andere leden violist Alfred Dubois en zijn broer, de cellist Robert Maas. Pro Arte werd een van de drie uitmuntende sonategezelschappen die floreerden in de jaren 1930, samen met Adolf Busch & Rudolph Serkin en Szymon Goldberg & Lili Kraus. Por Arte speelde regelmatig in Oakland (Californië) en Seattle. Maas speelde ook in de jaren 1920 en 1930 in duo met violist Alfred Dubois.